# Lundgaard & Tranberg

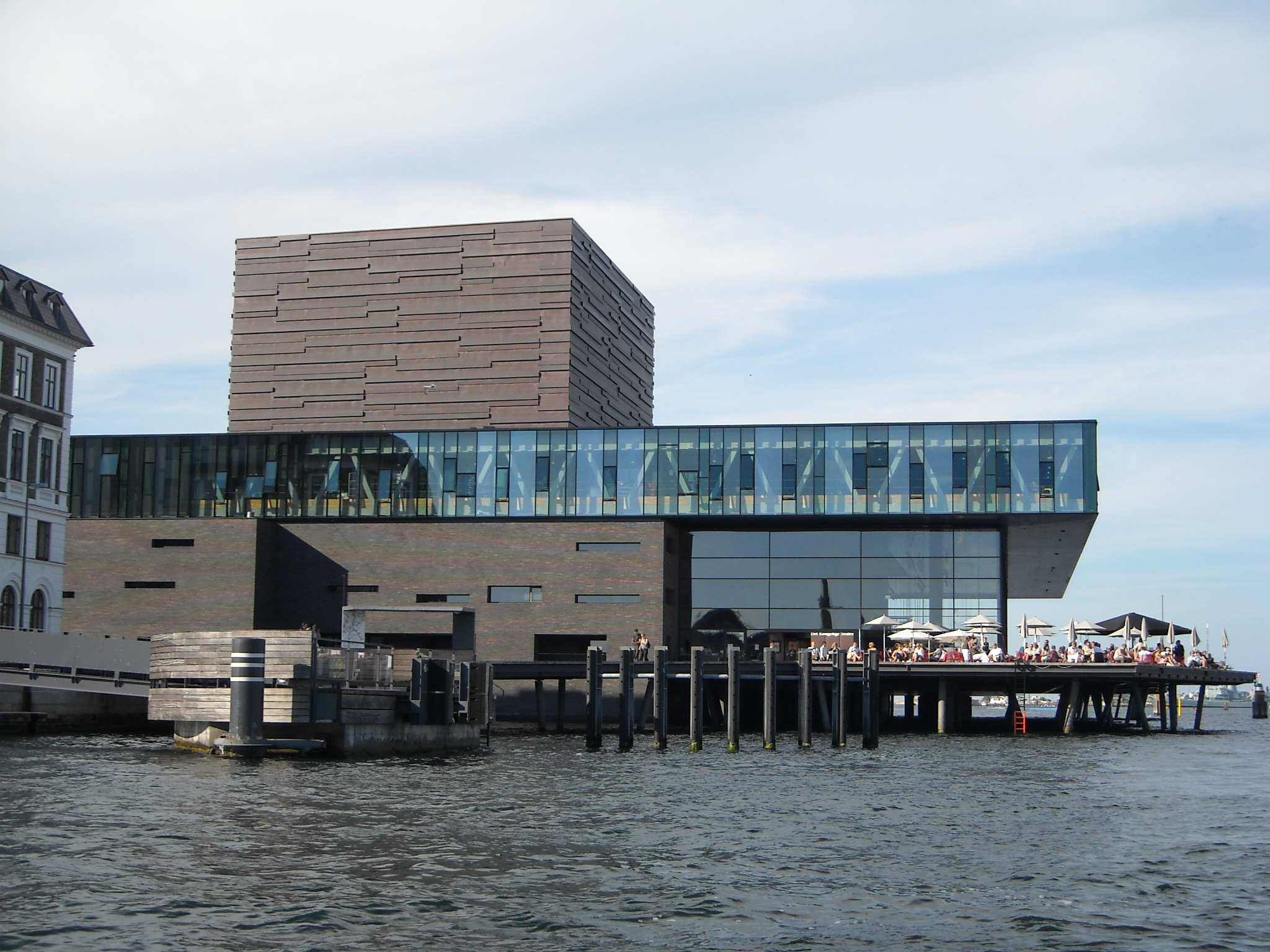
Skuespilhuset i Köpenhamn, 2008

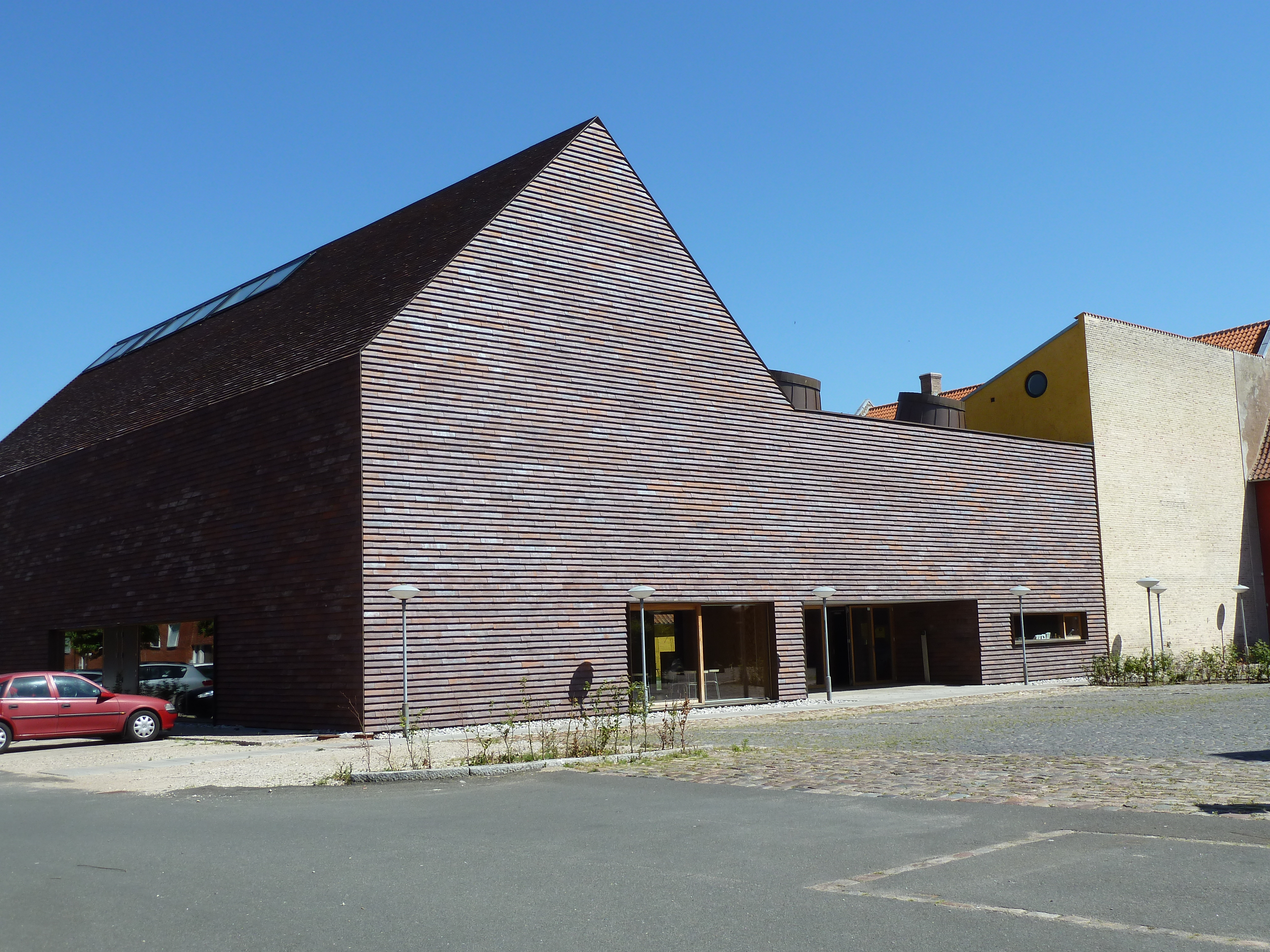
Sorø Kunstmuseum, 2011

Lundgaard & Tranberg Arkitekter är ett danskt arkitektkontor.

## Historik
Lundgaard & Tranberg Arkitekter grundades 1983 av Boje Lundgaard och Lene Tranberg. Efter Boje Lundgaards död 2004 drivs kontoret av Lene Tranberg. 
Lundgaard & Tranberg Arkitekter har vid fem tillfällen under 2000-talet mottagit Royal Institute of British Architects pris RIBA European Award: år 2006 för fakultetsbyggnaden Kilen för Handelshøjskolen i København  i Frederiksberg, år 2007 för Tietgenkollegiet i Ørestad Nord,  år 2008 för Det Kongelige Teaters nya teaterscenhus i Köpenhamn, samt 2011 för dels SEB-huset i Köpenhamn och dels för bostadsområde på Havneholmen i Köpenhamn.
Lundgaard & Tranberg fick det danska arkitekturpriset Årets Arne 2011 för de tre husen Tietgenkollegiet i Ørestad Nord,  SEB Bank i Köpenhamns hamn och Skuespilhuset i Köpenhamns innerstad.
Lundgaad & Tranberg har ritat Omvårdnadsinstitutionen Hälsa och Samhälle vid Malmö Högskola, nominerad till Kasper Salin-priset 2003. I Stockholm stod kontoret 2017 för nybyggnaden av fastigheten Trollhättan 30 (Gallerians nordöstra del).

## Fotogalleri

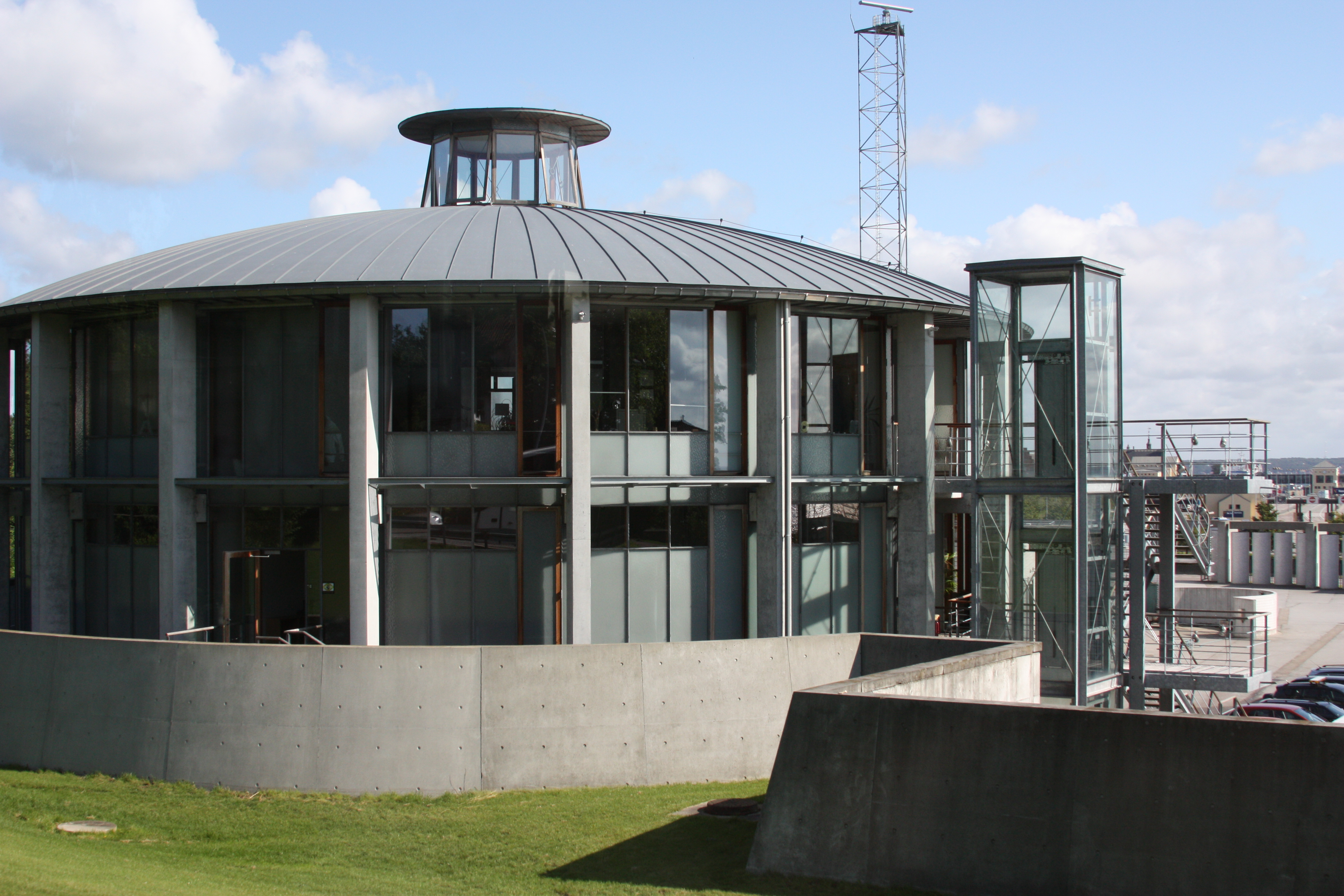
Avloppsverket i Helsingør
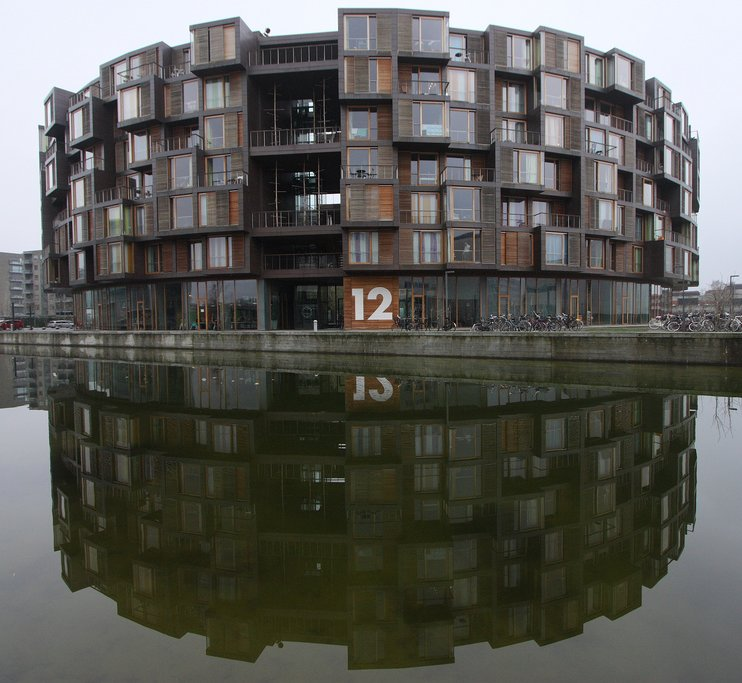
Tietgenkollegiet i Köpenhamn, 2005
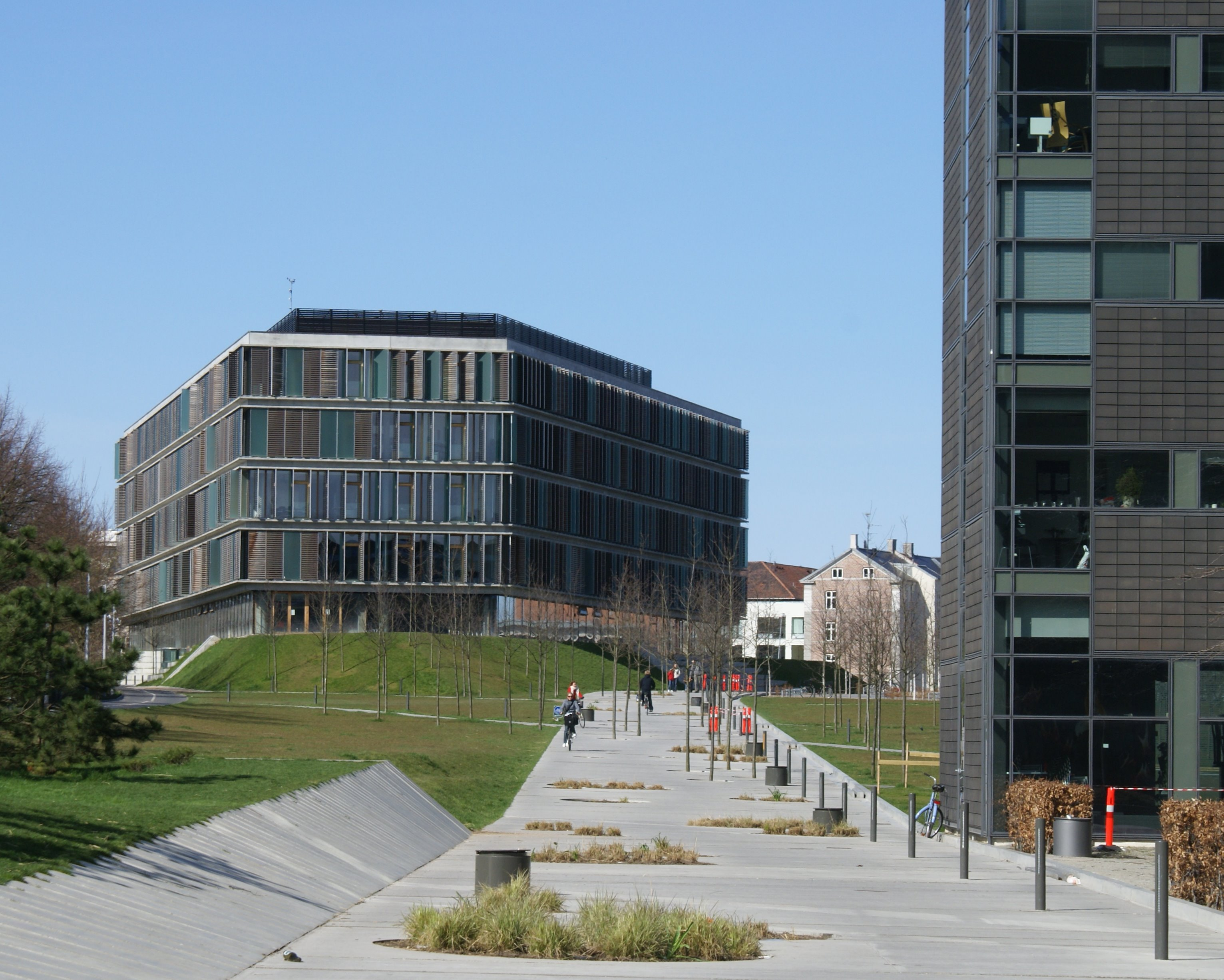
Kilen, Handelshøjskolen i København, 2006
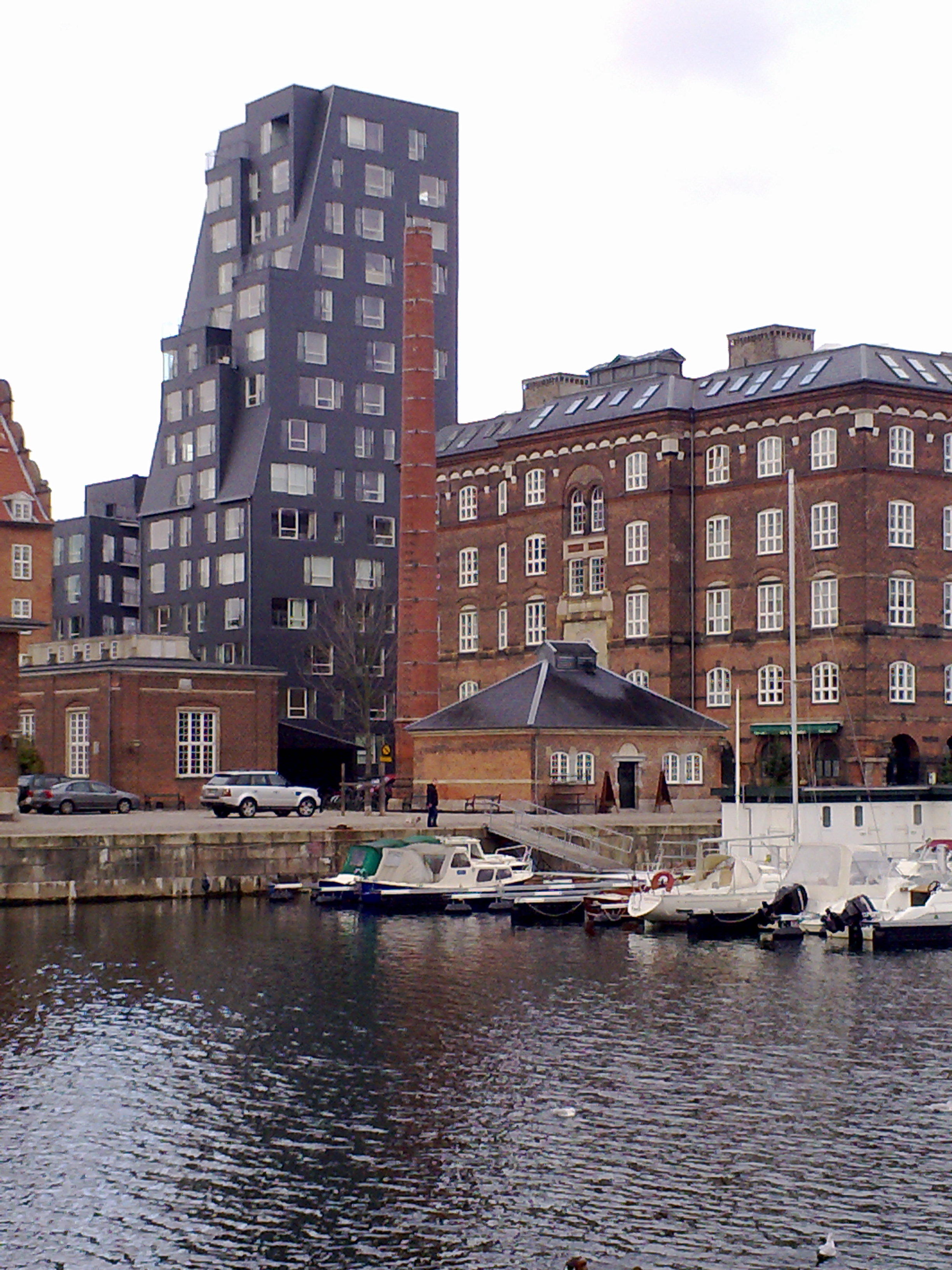
Fyrtårnet, Amerikas Plads i Köpenhamn, 2007
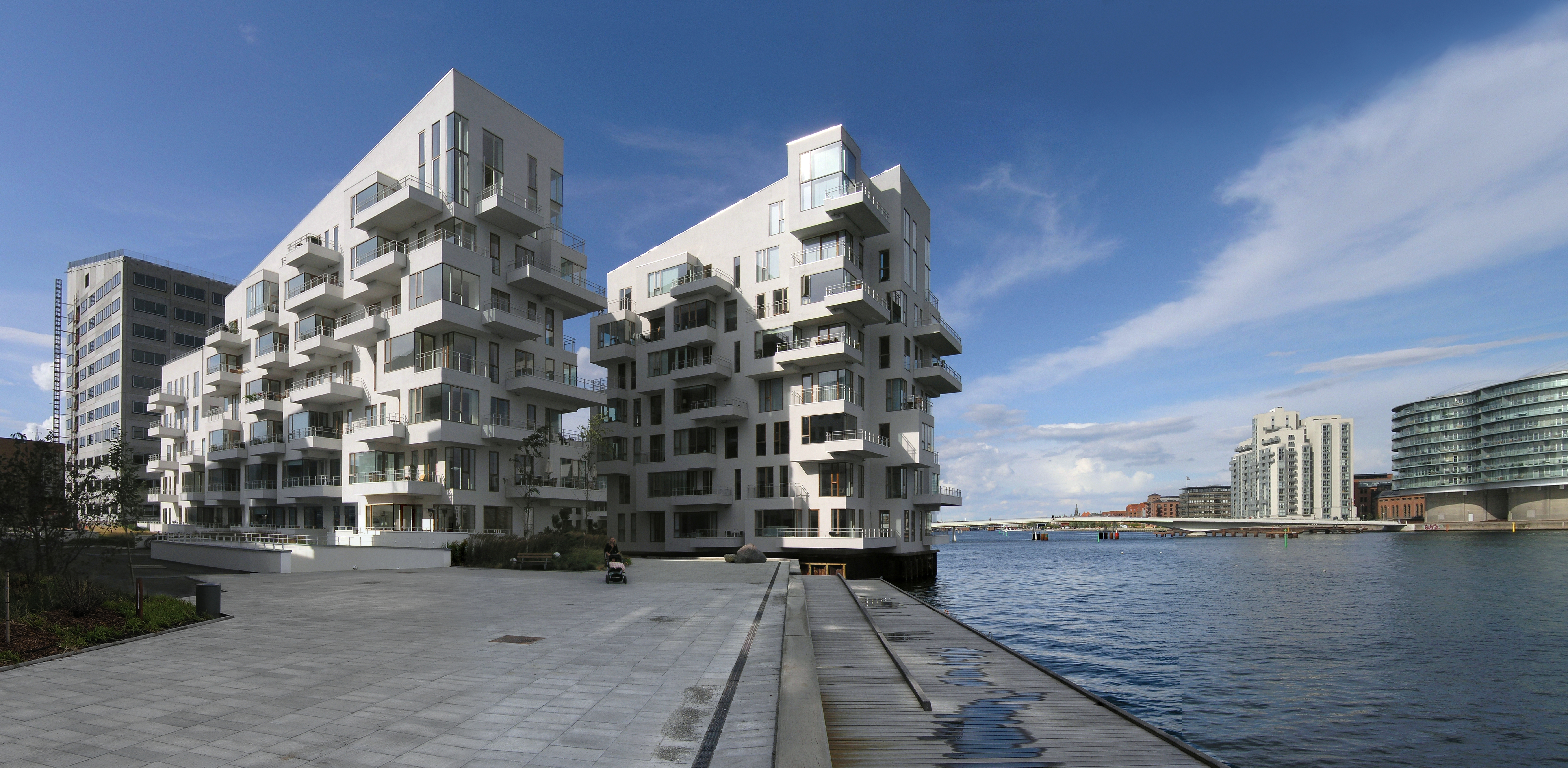
Havneholmen i Köpenhamn, 2009